# أبو عمر المعتز
أبو عمر المعتز، اسمه الكامل المعتز بن عبد الله بن الرندو كنيته أبو عمر، حكم قفصة بعد والده إلى أن سقطت الدولة و مات في بجاية.

## السيرة
وُلد المعتز سنة 440هـ / 1048، بعد وفاة عبد الله بن الرند، تسلم إمارة قفصة من بعده ابنه المعتز عام 465هـ / 1072، فقام بها المعز خير قيام، فأطاعه أهل قفصة فقام بتأمين المدينة وضبطها و جبى الأموال منها ليستميل حلفاء له، وانضمت له مدن منها قمودة وجبل هوارة وسائر بلاد الجريد، لكنه لاحقا أُصيب بالعمي وتوفي ابنه تميم، فأعطى ولاية العهد لحفيده يحيى بن تميم بن المعتز الذي تسلم أمور الحكم ووضع جده تحت وصايته. في عام 514هـ / 1120، تعرضت ضواحي قفصة و الجريد لغارات من بنو سنجاس لكن القائد الزيري محمد بن أبي هزمهم و طردهم.
وعند قدوم الموحدين بقيادة عبد المؤمن بن علي عام 554هـ / 1159، تصالح معهم يحيى وتم حل الأمور بطريقة سلمية، وأُرسل المعتز وحفيده إلى بجاية، وهناك توفي المعتز عام 557هـ / 1162 وعمره 114 عام.